# هاني الحايك
هاني الحايك واسمه الكامل هاني ناجي عطا الله عبد المسيح وزير فلسطيني، يشغل منذ مارس 2024 منصب وزير وزارة السياحة والآثار ضمن حكومة محمد مصطفى.

## حياته
في 28 مارس 2024، اعتمد الرئيس محمود عباس التشكيلة الوزارية للحكومة الفلسطينية التاسعة عشرة التي يرأسها محمد مصطفى ومنحها الثقة. وفي 31 مارس 2024، أدى الحايك اليمين القانونية وزيرًا لوزارة السياحة والآثار في مقر الرئاسة الفلسطينية بمدينة البيرة.